# Solitari de Cuba
El solitari de Cuba (Myadestes elisabeth) espècie d'ocell endèmica de Cuba, pertany a la família Turdidae de l'ordre Passeriformes. És la més melodiosa de les aus cubanes. Myadestes del grec, significa “que menja mosques”, elisabeth per ser dedicat a Elisabet, i retrusus del llatí “amagat”.